# Copa por México
La Copa por México 2020 (denominada Copa GNP por México 2020 por motivos de patrocinio), fue un torneo amistoso del fútbol mexicano que, junto con la Copa Telcel 2020, sirvió como preparación de los clubes de cara al inicio del Torneo Guard1anes 2020 de la Liga MX. Se disputó entre el 3 y 19 de julio de 2020 en 2 ciudades de la República Mexicana: Ciudad de México y Zapopan. En él participaron 8 de los 18 clubes que conforman la Primera División de México, siendo ubicados dependiendo de su zona geográfica (centro y occidente).
Debido a las medidas sanitarias adoptadas durante la Pandemia de COVID-19 en México, el torneo se disputó a puerta cerrada o sin la presencia de público en las tribunas.

## Formato de competición
Participan 8 equipos en dos distintas fases:

### Fase de clasificación
Los 8 equipos son divididos en 2 grupos con 4 integrantes cada uno. Se juegan 3 fechas. Cada equipo enfrenta en una sola ocasión a sus rivales de grupo. La puntuación obtenida en cada partido será la siguiente:
- Por juego ganado se obtendrán 3 puntos
- Por juego empatado se obtendrá 1 punto
- Por juego perdido no se obtendrán puntos

El orden de los clubes al final de la fase de clasificación corresponde a la suma de puntos obtenidos por cada uno de ellos y se presenta de forma descendente. Si al finalizar las 3 jornadas de clasificación, dos o más clubes se encuentran empatados en puntos, su posición en la tabla de grupos se determina atendiendo al siguiente criterio de desempate:
1. Mejor diferencia entre los goles a favor y en contra
2. Mayor número de goles a favor
3. Resultado de enfrentamiento directo
4. Menor número de tarjetas rojas
5. Menor número de tarjetas amarillas
6. Sorteo

### Fase final
Participan por el título de Campeón de la Copa por México 2020 los primeros dos lugares de cada grupo. En esta fase se enfrentarán en series a partido único. En caso de empate, el ganador del partido se decidirá directamente mediante una tanda de penaltis. La fase final se juega de la siguiente forma:
- Semifinales
  - 1A vs 2B → F1
  - 1B vs 2A → F2
- Final
  - F1 vs F2

## Sedes
| Ciudad de México Zapopan | Ciudad de México               | Zapopan           |
| Ciudad de México Zapopan | Ciudad de México               | Jalisco           |
| ------------------------ | ------------------------------ | ----------------- |
| Ciudad de México Zapopan | Estadio Olímpico Universitario | Estadio Akron     |
| Ciudad de México Zapopan | Capacidad: 72 000              | Capacidad: 49 850 |
| Ciudad de México Zapopan |                                |                   |

## Equipos participantes
Los equipos participantes han sido seleccionados mediante invitación al torneo.
| Equipos participantes | Equipos participantes | Equipos participantes | Equipos participantes |
| --------------------- | --------------------- | --------------------- | --------------------- |
| América               | Atlas                 | Cruz Azul             | Guadalajara           |
| Mazatlán              | Tigres UANL           | Toluca                | UNAM                  |

## Fase de grupos

### Grupo A
| Equipo    | Pts. | PJ | PG | PE | PP | GF | GC | Dif. |
| --------- | ---- | -- | -- | -- | -- | -- | -- | ---- |
| Cruz Azul | 9    | 3  | 3  | 0  | 0  | 9  | 2  | 7    |
| América   | 4    | 3  | 1  | 1  | 1  | 3  | 4  | -1   |
| UNAM      | 2    | 3  | 0  | 2  | 1  | 1  | 4  | -3   |
| Toluca    | 1    | 3  | 0  | 1  | 2  | 0  | 3  | -3   |

| 3 de julio de 2020 | América                       | 2:0 (2:0) | Toluca | Estadio Olímpico Universitario, Ciudad de México |                            |
| 21:00              | Martín 13' · Sauro 43' (a.g.) | Reporte   |        | Asistencia: 0 espectadores                       | Asistencia: 0 espectadores |

| 4 de julio de 2020 | UNAM        | 1:4 (1:2) | Cruz Azul                                        | Estadio Olímpico Universitario, Ciudad de México |                            |
| 19:00              | González 3' | Reporte   | Reyes 11', 40' · Hernández 64' · Rodríguez 90+2' | Asistencia: 0 espectadores                       | Asistencia: 0 espectadores |

| 7 de julio de 2020 | UNAM | 0:0     | América | Estadio Olímpico Universitario, Ciudad de México |                            |
| 21:00              |      | Reporte |         | Asistencia: 0 espectadores                       | Asistencia: 0 espectadores |

| 8 de julio de 2020 | Cruz Azul     | 1:0 (1:0) | Toluca | Estadio Olímpico Universitario, Ciudad de México |                            |
| 19:00              | Escobar 45+1' | Reporte   |        | Asistencia: 0 espectadores                       | Asistencia: 0 espectadores |

| 11 de julio de 2020 | América     | 1:4 (1:1) | Cruz Azul                                                     | Estadio Olímpico Universitario, Ciudad de México |                            |
| 21:00               | Córdova 13' | Reporte   | Viñas 39' (a.g.) · Rodríguez 47' · Gutiérrez 52' · Pineda 56' | Asistencia: 0 espectadores                       | Asistencia: 0 espectadores |

| 12 de julio de 2020 | UNAM | 0:0     | Toluca | Estadio Olímpico Universitario, Ciudad de México |                            |
| 20:15               |      | Reporte |        | Asistencia: 0 espectadores                       | Asistencia: 0 espectadores |

### Grupo B
| Equipo      | Pts. | PJ | PG | PE | PP | GF | GC | Dif. |
| ----------- | ---- | -- | -- | -- | -- | -- | -- | ---- |
| Guadalajara | 6    | 3  | 2  | 0  | 1  | 5  | 3  | 2    |
| Tigres UANL | 5    | 3  | 1  | 2  | 0  | 4  | 2  | 2    |
| Atlas       | 4    | 3  | 1  | 1  | 1  | 3  | 4  | -1   |
| Mazatlán    | 1    | 3  | 0  | 1  | 2  | 1  | 4  | -3   |

| 3 de julio de 2020 | Mazatlán | 0:0     | Tigres UANL | Estadio Akron, Zapopan     |                            |
| 19:00              |          | Reporte |             | Asistencia: 0 espectadores | Asistencia: 0 espectadores |

| 4 de julio de 2020 | Guadalajara            | 2:0 (2:0) | Atlas | Estadio Akron, Zapopan     |                            |
| 21:00              | Macías 9' · Angulo 23' | Reporte   |       | Asistencia: 0 espectadores | Asistencia: 0 espectadores |

| 7 de julio de 2020 | Atlas     | 1:0 (0:0) | Mazatlán | Estadio Akron, Zapopan     |                            |
| 19:00              | Gómez 82' | Reporte   |          | Asistencia: 0 espectadores | Asistencia: 0 espectadores |

| 8 de julio de 2020 | Guadalajara | 0:2 (0:1) | Tigres UANL     | Estadio Akron, Zapopan     |                            |
| 21:00              |             | Reporte   | Gignac 43', 54' | Asistencia: 0 espectadores | Asistencia: 0 espectadores |

| 11 de julio de 2020 | Guadalajara                  | 3:1 (1:0) | Mazatlán         | Estadio Akron, Zapopan     |                            |
| 19:00               | Angulo 21' · Macías 46', 79' | Reporte   | Aristeguieta 81' | Asistencia: 0 espectadores | Asistencia: 0 espectadores |

| 12 de julio de 2020 | Atlas                    | 2:2 (1:2) | Tigres UANL             | Estadio Akron, Zapopan     |                            |
| 18:00               | Acosta 24' · Gómez 90+4' | Reporte   | Aquino 31' · Gignac 44' | Asistencia: 0 espectadores | Asistencia: 0 espectadores |

## Fase final

### Cuadro de desarrollo
|  | Semifinales    | Semifinales |             |           | Final | Final |  |
|  |                |             |             |           |       |       |  |
|  |                |             |             |           |       |       |  |
|  | Cruz Azul (p.) | 1 (4)       |             |           |       |       |  |
|  | Cruz Azul (p.) | 1 (4)       |             |           |       |       |  |
|  | Tigres UANL    | 1 (3)       |             |           |       |       |  |
|  | Tigres UANL    | 1 (3)       |             | Cruz Azul | 2     |       |  |
|  |                |             |             | Cruz Azul | 2     |       |  |
|  |                |             | Guadalajara | 1         |       |       |  |
|  | Guadalajara    | 4           | Guadalajara | 1         |       |       |  |
|  | Guadalajara    | 4           |             |           |       |       |  |
|  | América        | 3           |             |           |       |       |  |
|  | América        | 3           |             |           |       |       |  |
|  |                |             |             |           |       |       |  |

### Semifinales
| 15 de julio de 2020 | Cruz Azul                                                       | 1:1 (0:1) (4:3 p.)         | Tigres UANL                                              | Estadio Olímpico Universitario, Ciudad de México |                            |
| 21:00               | Lichnovisky 90+3'                                               | Reporte                    | Quiñones 35'                                             | Asistencia: 0 espectadores                       | Asistencia: 0 espectadores |
|                     |                                                                 | Tiros desde el punto penal |                                                          |                                                  |                            |
|                     | Caraglio · Gutiérrez · Aldrete · Pineda · Rodríguez · Domínguez |                            | Gignac · Quiñones · Dueñas · Salcedo · Carioca · Pizarro |                                                  |                            |

| 16 de julio de 2020 | Guadalajara                                        | 4:3 (2:1) | América                                | Estadio Olímpico Universitario, Ciudad de México |                            |
| 21:00               | Macías 1' · Vega 32' · Zaldívar 81' · Brizuela 83' | Reporte   | Viñas 35' · Córdova 72' · Ibargüen 87' | Asistencia: 0 espectadores                       | Asistencia: 0 espectadores |

### Final
| 19 de julio de 2020 | Cruz Azul                                | 2:1 (0:0) | Guadalajara | Estadio Olímpico Universitario, Ciudad de México |                            |
| 20:45               | Mier 53' (a.g.) · Rodríguez 90+4' (pen.) | Reporte   | Vega 48'    | Asistencia: 0 espectadores                       | Asistencia: 0 espectadores |

| Campeón Copa por México 2020 |
| ---------------------------- |
|                              |
| Cruz Azul                    |
| 1° Título                    |

## Estadísticas

### Goleadores
| Jugador             | Club         | Goles |
| ------------------- | ------------ | ----- |
| José Juan Macías    | Guadalajara  | 4     |
| Jonathan Rodríguez  | Cruz Azul    | 3     |
| André-Pierre Gignac | Tigres UANL  | 3     |
| Jesús Angulo        | Guadalajara  | 2     |
| Alexis Vega         | Guadalajara  | 2     |
| Sebastián Córdova   | Club América | 2     |
| Josué Reyes         | Cruz Azul    | 2     |

### Autogoles
| Jugador        | Club        | Rival     | Goles |
| -------------- | ----------- | --------- | ----- |
| Gastón Sauro   | Toluca      | América   | 1     |
| Federico Viñas | América     | Cruz Azul | 1     |
| Hiram Mier     | Guadalajara | Cruz Azul | 1     |